# 津山銀天街

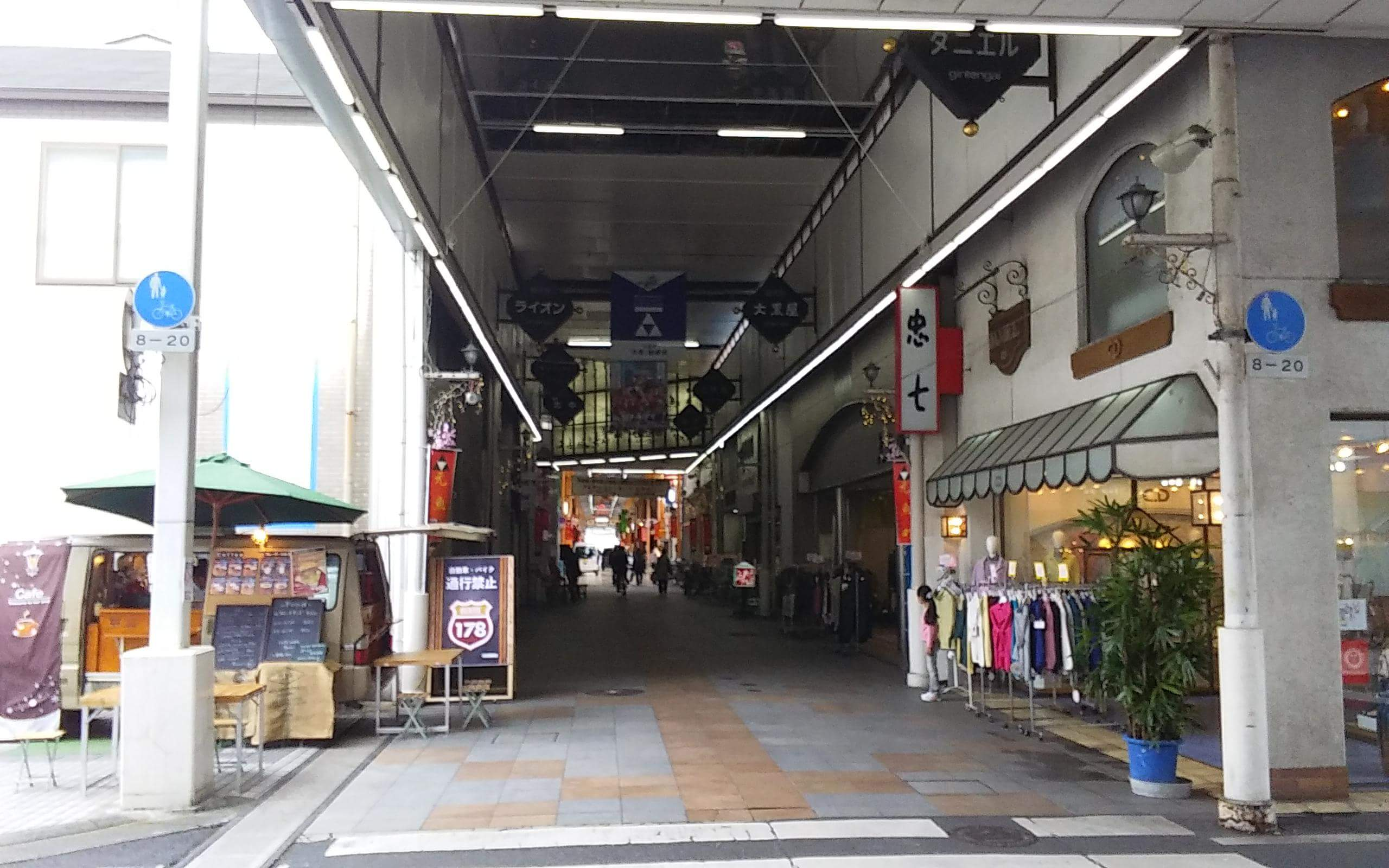
津山銀天街
場所：アルネ・津山側入り口付近

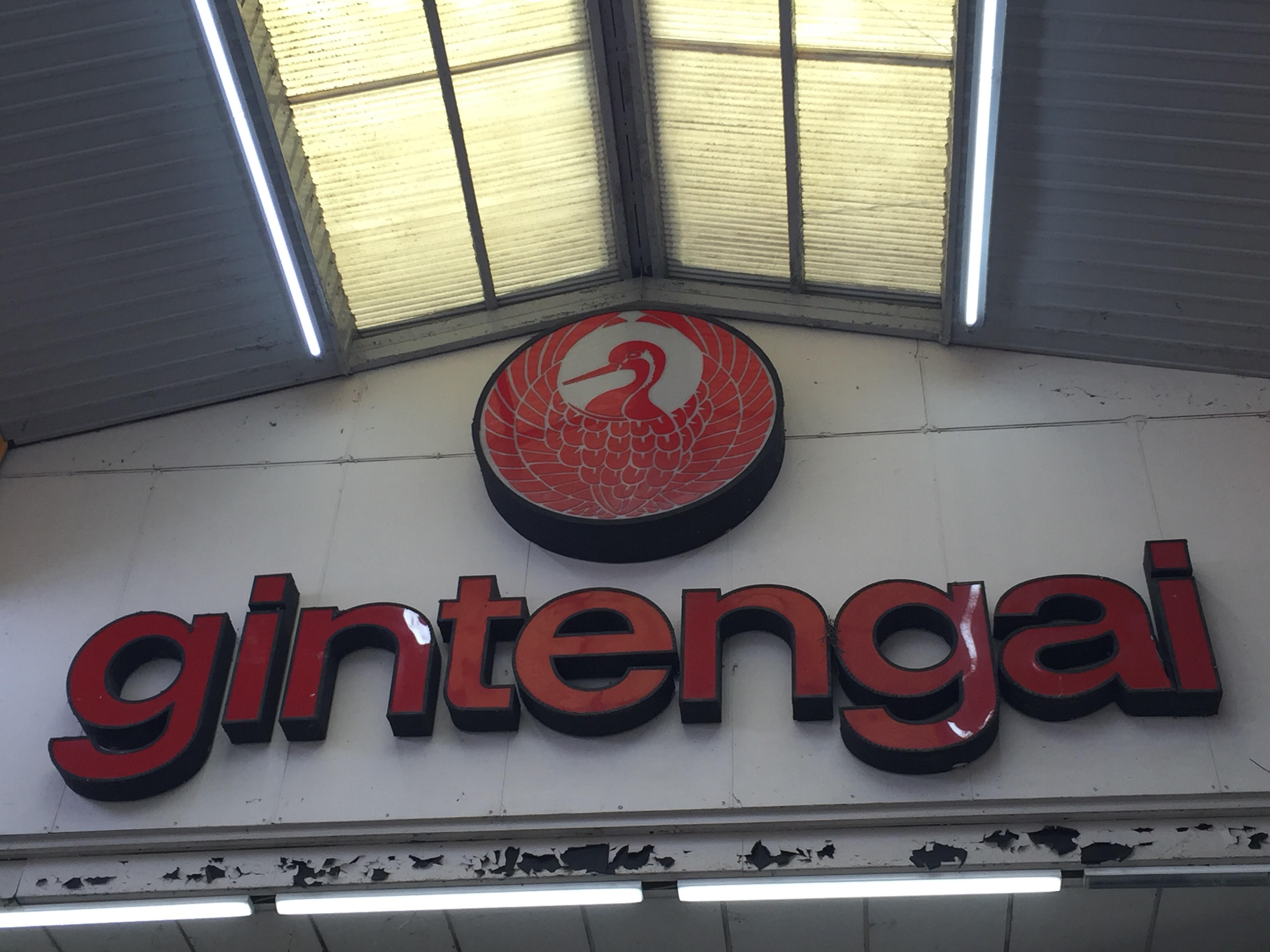
津山銀天街 森家家紋（鶴丸）
場所：元魚町商店街側入り口付近

津山城の影絵
場所：津山郵便局付近

津山銀天街（つやまぎんてんがい）は、岡山県津山市元魚町にあるアーケード商店街である。

## 概要
津山市の中心駅である津山駅から約1キロメートル弱の位置にあるＬ字型で全長70メートルの商店街である。南側はアルネ・津山、西側は津山二番街、北側は元魚町商店街へ続いている。天井の一部がステンレスやアルミ箔になっていて、通行人の姿や店の明かりなどが映っている。
ミラーアーケードが作られたことで、天井を見上げると鏡のように反射することから、「銀の天井に輝く街」や「銀幕」などと例えられたことが、銀天街の由来となっている。
元魚町商店街側の入り口には津山藩主であった森家の家紋（鶴丸）をイメージした看板がある。津山郵便局 (岡山県)付近のＬ字型の角の部分の天井側面には、津山城を描いた影絵が飾られている。

## 沿革
津山銀天街は1961年（昭和36年）に呉服店や和菓子店など約40店舗で発足した。当初は骨組みに白い布をかけただけのアーケードであったが、雪で破損したため、1960年代後半から鉄骨を組み直し、銀色の鏡面シートを用いて、1975年（昭和50年）に今のミラーアーケードに生まれ変わった。1976年度（昭和51年度）には一日当たりの通行量が1万5千人となった。しかし、1997年（平成10年）には、再開発によるビル（アルネ・津山）建設にともない約110メートルのアーケードが姿を消し、約10店舗での営業となり、一日の通行量も多い日で3千人となった。

## 周辺
- 津山駅
- ソシオ一番街
- 鶴山公園